# Alexandra Eremia
Alexandra Georgiana Maria Eremia (* 19. Februar 1987 in Bukarest) ist eine ehemalige rumänische Kunstturnerin.

## Karriere
Eremia turnte beim Steaua Bukarest. Sie gewann bei den Turn-Weltmeisterschaften 2003 die Silbermedaille mit der rumänischen Mannschaft. 2004 war sie Teil des rumänischen Teams bei den Europameisterschaften, das die Goldmedaille gewann. Außerdem wurde sie Zweite am Schwebebalken. Im selben Jahr gewann sie mit dem Team Gold im Mannschaftswettbewerb bei den Olympischen Sommerspielen in Athen sowie Bronze am Schwebebalken.
Im Dezember 2004 gewann sie eine Bronzemedaille beim Weltcup-Finale in Birmingham. 2005 nahm sie nicht an der Europameisterschaft teil, da sie mit ihrer Fitness etwas strauchelte. Früh im Jahr 2006 trat sie endgültig zurück. Nach dem Abschluss ihres Studiums wurde sie Trainerin bei Steaua Bukarest.